# Чарльз Батлер Маквей (молодший)
Чарльз Батлер Маквей-молодший (англ. Charles Butler McVay Jr.; 19 вересня 1868 — 28 жовтня 1949) — американський військовий, адмірал ВМС США після Першої світової війни.
У 1907—1909 роках, після круїзу Великого Білого флоту, командував тендером USS Yankton. Надалі виконував різні доручення, які ставали все більш важливими під час Першої світової війни та після неї. На початку 1930-х років служив головнокомандуючим Азіатським флотом.

## Особисте життя
Чарльз Батлер Маквей-молодший народився в Еджворті, штат Пенсільванія, 19 вересня 1868 року в сім'ї Чарльза Б. та Енн Хантінгтон (Джонс) Маквей. Він відвідував державні школи в Пенсільванії та Колорадо, до того як був призначений до Військово-морської академії США в Аннаполісі, штат Меріленд, у штаті Колорадо в 1886 році. У 1890 році він закінчив Військово-морську академію США . Його син Чарльз Б. Маквей III був командиром злощасного USS Indianapolis.

## Військова кар'єра
Закінчивши 6 червня 1890 р. Військово-морську академію США, він прослужив у морі два роки, які тоді вимагалися законом, перш ніж 1 липня 1892 р. він був призначений енсином. Він поступово просувався у званні до підвищення до контр-адмірала до 6 січня 1923 р. і служив з 9 вересня 1929 р. по 19 жовтня 1931 р. у тимчасовому званні адмірала. 1 жовтня 1932 року він був переведений до списку відставних військово-морських сил США, а 16 липня 1942 року актом Конгресу був підвищений до звання адмірала у списку відставних.
Після закінчення Військово-морської академії в 1890 році він приєднався до USS Pensacola (гвинтовий пароплав), флагману Південноатлантичної станції, а в 1893 році перейшов на USS Chicago (1885), що працював у європейських водах. Відокремившись від цього судна в листопаді 1895 року, він повернувся до Сполучених Штатів для перевірки сталі в Манхоллі, штат Пенсільванія.
У серпні 1897 р. він доповів як вахтовий і дивізійний офіцер на USS Amphitrite (BM-2), і був на її борту під час війни з Іспанією, брав участь в блокаді Куби та бомбардуванні Сан-Хуана в травні 1898 року, Пуерто-Рико. Залучений до заводу «Хомстед», він виконував обов’язки з березня 1901 по вересень 1902 року як інспектор боєприпасів, після чого приєднався до USS Hartford. У березні-травні 1904 року командував USS Hercules (YT-13). Він знову приєднався до «Хартфорда» і служив її штурманом до вересня 1905 року, коли йому було призначено службу до військово-морської академії, де він залишався до серпня 1907 року.
Під час історичного всесвітнього круїзу Великиго Білого флоту, 1907-1909, він був штурманом флагманського корабля USS Alabama з Хемптон-Роудз, штат Вірджинія, до Сан-Франциско, штат Каліфорнія, і після її прибуття в Сан-Франциско він взяв на себе командування. 9 травня 1908 р. диспетчерського човна флоту USS Yankton. Після входу в Середземне море було отримано повідомлення про землетрус у Мессіні (Сицилія), і на місце події відправили USS Yankton з хірургами, припасами та одягом, щоб полегшити постраждалих від катастрофи. За цю службу нагороджений Почесною грамотою та ґудзиком Червоного Хреста. Він також отримав подяку кубинського уряду за обов'язок у зв'язку з пошуком загубленого рибальського судна біля південного узбережжя Куби.
У 1909 році Маквей перебував у Норфолку, штат Вірджинія, оскільки USS Yankton щойно повернувся з навколосвітнього круїзу з Великим Білим флотом. У період з квітня 1910 по лютий 1912 року він служив у виконавчому відділі Військово-морської академії, після чого виконував обов'язки начальника штабу головнокомандувача Азіатського флоту. Під час виконання цієї служби Головнокомандувач отримав наказ визнати китайський уряд, а Китайській Республіці в Шанхаї було віддано двадцять один гарматний салют. [Архівовано 16 листопада 2021 у Wayback Machine.]

## Служба Першої світової війни
Повернувшись до Сполучених Штатів у квітні 1914 р., він став помічником начальника Бюро боєприпасів; Військово-морський департамент, Вашингтон, округ Колумбія. Він залишався на цій посаді до грудня 1916 року, а в квітні наступного року закінчив курс у військово-морському коледжі в Ньюпорті, штат Род-Айленд.
Він прийняв командування USS Saratoga, а коли був звільнений, у серпні 1917 року переведений на USS New Jersey (BB-16). Потім він був командувачем USS Oklahoma, що базувався в Бентрі-Бей, Ірландія.  USS Oklahoma був одним із суден Сполучених Штатів, які були готові протистояти будь-яким німецьким крейсерам, які могли б загрожувати судноплавству у водах на південь Ірландії та Англії або на маршрутах до портів Північної Франції. На цьому судні він зайняв станцію в Бресті, Франція, під час Мирної конференції і командував ескортом, який складався з «Оклахоми» та чотирьох есмінців, коли президент Вудро Вільсон повертався до Сполучених Штатів на кораблі USS George Washington (ID-3018). після підписання мирного договору.
Він був нагороджений медаллю «За видатні заслуги» за «виключно заслуги на службі, виконуючи велику відповідальність у командуванні USS New Jersey (BB-16), а потім і USS Oklahoma, які діють у зоні бойових дій у асоціації та співпраці з Британськими військово-морськими силами».

## Командування Азіатським флотом
Звільнений з командування USS Oklahoma в липні 1919 року, наступного місяця він доповів до ВМС Вашингтона (округ Колумбія) як капітан верфі та помічник суперінтенданта військово-морського гарматного заводу. У квітні 1920 року став комендантом двору і начальником морського гарматного заводу. Там він продовжував службу до 19 червня 1920 року, коли був призначений начальником Бюро озброєння військово-морського департаменту. Саме під час виконання завдання були зроблені такі досягнення, як сучасна система управління вогнем; захист суден від нападу літаків і підводних човнів; управління вогнем літаками визначеним способом; спуск літаків з кораблів; запуск торпед з літаків; та ефективні плавучі міни.
З серпня 1923 по 1925 рік він був командиром патруля Янцзи USS Isabel (PY-10). У цей час Сполучені Штати разом з Японією та основними європейськими державами мали гарнізони в Шанхаї, Пекіні та Тяньцзіні. Канонерські човни ВМС США регулярно патрулювали річку Янцзи, щоб захистити іноземців під час неспокійного періоду, коли Китай не мав ефективного центрального уряду У цей період у Китаї відбулися так звані «студентські заворушення». У той час він був старшим офіцером, присутнім на всіх флотах, і одноголосним голосуванням усіх старших офіцерів, присутніх на засіданні ради в Шанхаї, всі військові були передані під його керівництво. Спочатку це включало тільки кораблі в Шанхаї та вздовж річки Янцзи, але пізніше до наказу було внесено зміни, щоб включити кораблі вздовж узбережжя Китаю (33, з флагманом Головнокомандувача).
Повернувшись до Сполучених Штатів у липні 1925 року, він був призначений офіцером з питань бюджету військово-морського департаменту з подальшими обов’язками як член Генеральної ради. У травні 1927 р. звільнений з посади члена Головного Правління. У травні 1927 року він був звільнений з посади в Генеральній раді, продовжуючи служити розпорядником бюджету до березня 1929 року. З 9 вересня 1929 року по 1 вересня 1931 року він був головнокомандувачем Азіатського флоту США. До його переведення у відставний список 1 жовтня 1932 року, він був членом Генеральної ради.
Він помер 28 жовтня 1949 року у військово-морському госпіталі, Бетесда, штат Меріленд, і був похований на Арлінгтонському національному кладовищі, Арлінгтон, штат Вірджинія.